# آلن اسپنس (بازیکن فوتبال)
آلن اسپنس (انگلیسی: Alan Spence؛ زادهٔ ۷ فوریهٔ ۱۹۴۰) بازیکن فوتبال اهل بریتانیا است.
از باشگاه‌هایی که در آن بازی کرده‌است می‌توان به باشگاه فوتبال ساندرلند، باشگاه فوتبال ساوتپورت، باشگاه فوتبال اولدهام اتلتیک، و باشگاه فوتبال دارلینگتون اشاره کرد.